# أليخاندرو عجاج
أليخاندرو طارق عجاج (بالإسبانية: Alejandro Agag)‏ هو سياسي ورجل أعمال إسباني من أصول جزائرية من أب جزائري كان محافظ بنك الجزائر سابقا وأم إسبانية.
ولد في 18 سبتمبر 1970 في مدريد. وهو متزوج من ابنة رئيس الوزراء الإسباني السابق خوسيه ماريا أثنار منذ عام سنة 2002.
له عدة شركات تنشط في مجالات الإعلام والرياضة كما يعتبر أحد أهم أعضاء حزب الشعبي الإسباني انتخب عدة مرات لتمثيل إسبانيا في البرلمان الأوروبي.

## شبهات حول ثروته
بما أنه يعتبر من أكبر رجال الأعمال الإسبان إلا أن تاريخ والده يوسف عجاج الذي كان محافظ بنك الجزائر ما زال يثير الشبهات حول تحويل أموال ضخمة واختلاسها من البنك المركزي الجزائري إلى حسابه الخاص كتبت مجلة فاينانشال تايمز مقالا مطولا عن اختلاسات والد أليخاندرو عجاج المقال